# Bernardine de Neeve
Bernardine Roberta Maria de Neeve (* 2. Juni 1915 in Rotterdam; † 14. Mai 1996 ebenda) war eine niederländische Illustratorin und Kunsthistorikerin. Sie arbeitete unter anderem als Kuratorin am Museum Boijmans Van Beuningen in Rotterdam.

## Leben und Werk
Bernardine de Neeve wurde am 2. Juni 1915 in Rotterdam geboren. Sie hatte vier Brüder und eine Schwester und ihr Vater Antonius Christiaan de Neeve (1878–1949) war Chefredakteur für Wirtschaft und Finanzen beim Nieuwe Rotterdamsche Courant, zudem Altist, Pianist und Porträtkünstler. Ihre Mutter J.Th. Wirtz war ebenfalls Pianistin und die Tochter des Pianisten Carel Wirtz. Bernardine de Neeve wuchs in einer künstlerisch-liberal-katholischen Familie auf. Nach dem Abschluss des Lyzeums für Mädchen besuchte sie Tageskurse an der Academie van Beeldende Kunsten en Technische Wetenschappen. Dabei konzentrierte sie sich auf das Zeichnen von Porträts und Figuren. Ihr staatliches Zeichendiplom „Dessin appliqué a la mode“ erhielt sie 1937 in Paris. Danach fertigte sie mehrere Jahre Illustrationen, hauptsächlich im Bereich Mode, für Zeitungen und Wochenmagazine wie das NRC und die Wereldkroniek an.
Sie wurde 1939 als Freiwillige für die Kunst- und Handwerksabteilung des Museums Boijmans angenommen und ihr wurde die Aufgabe übertragen, die Glassammlung zu inventarisieren und zu beschreiben. Die Sammlung ging auf Elie van Rijckevorsel zurück, der seine umfangreiche Sammlung dem Museum vermacht hatte. Nach der Mobilmachung im Zweiten Weltkrieg bestand ihre Aufgabe darin, die gesamte Kunst- und Kunsthandwerkssammlung zu registrieren und verpacken, damit sie an einem anderen Ort in Sicherheit gebracht werden konnte. Zusammen mit ihrer Kollegin Hermine Crol vom Antikenmuseum war sie nach der Bombardierung Rotterdams im Mai 1940 intensiv damit beschäftigt, archäologische Funde im Stadtgebiet Rotterdam für das Museum zu sichern. Sie versuchten diese den Trümmerräumern gegen Freikarten für das Museum abzuhandeln, wobei sie in Konkurrenz zu anderen Käufern standen, die mit Geld und Lebensmittelgutscheine versuchten an die archäologischen Funde zu gelangen.
De Neeve wurde 1941 zur wissenschaftlichen Assistentin des Museums ernannt. Um ihr kunsthistorisches Wissen zu erweitern, besuchte sie mehrere Jahre die Vorlesungen von Willem Vogelsang in Utrecht. Sie wurde nach dem Krieg zur Mitarbeiterin von J.N. Bastert, der zu Beginn des Krieges dem Museum seine umfangreiche Sammlung spanischer und italienischer Majolika übertragen hatte und der erste Kurator für Kunsthandwerk am Museum Boijmans war. Als Mitarbeiterin war sie intensiv an der Neuorganisation der Kunstgewerbeabteilung beteiligt, zudem für die Organisation und Gestaltung von Wechselausstellungen verantwortlich. Nachdem Bastert 1956 in den Ruhestand gegangen war, wurde ihr die Abteilung für Kunstgewerbe anvertraut. Unter ihrer Führung wurde die Sammlung deutlich erweitert. Es wurde die Zinnsammlung von Arnoldus Johan George Verster erworben, sowie Teile der Sammlung von Johan Willem Frederiks. Auch im Bereich Silber und Glas wurden bedeutende Ankäufe durchgeführt. Mit dem Erwerb der Spitzen- und Fächerkollektion von Herrn und Frau De Monchy-van der Hoeven wurde ein neuer Sammelbereich eröffnet.
De Neeve war zusammen mit Benno Premsela und Riet Neerincx Mitglied des Wahlausschusses von Sieraad '67, einer wichtigen Ausstellung in der Galerie Het Kapelhuis in Amersfoort.
Vorstandsmitglied der Vereniging Het Kantsalet war sie von 1957 bis 1983, danach noch mehrere Jahre als Beraterin in der Vereinigung tätig. Aufgrund ihrer Verdienste wurde ihr 1982 als erste die „Frau Van der Meulen-Brosche“ verliehen und 1990 wurde sie zum Ehrenmitglied ernannt.
Während der Kriegsjahre hatte sie J.E. van Beuningen kennengelernt, der eine umfangreiche Sammlung vorindustrieller Utensilien besaß, die er 1991 dem Museum Boijmans Van Beuningen schenkte. Zuvor gründete er im Jahr 1961 die Stichting Het Nederlandse Gebruiksvoorwerp, deren Sekretärin De Neeve viele Jahre war. Beide waren im beratenden Koordinierungsausschuss für archäologische Forschung im Bezirk Rotterdam tätig und waren intensiv an der Organisation der ersten internationalen Symposien auf diesem Gebiet in Rotterdam beteiligt.
Ihr Augenmerk richtete De Neeve ab 1960 auf zeitgenössisches Kunsthandwerk, insbesondere Keramik, Glaskunst und Schmuck. Sie organisierte 1957 mit der Rotterdamer Galeristin Toos van ’t Hoff im Museum eine Ausstellung über die Arbeit der Experimentellen Abteilung von „De Porceleyne Fles“. 1960 fand eine Retrospektivausstellung englischer Töpfer statt; zwei der bedeutendsten unter ihnen, Lucie Rie und Hans Coper, wurde 1967 eine Sonderausstellung gewidmet. Weitere Ausstellungen wurden Amsterdamer Töpfern ab 1962 gewidmet, unter ihnen Johan van Loon, Jan de Rooden und Jan van der Vaart.
Auch nach dem Ende ihrer Beschäftigung im Museum engagierte sich De Neeve in zahlreichen Initiativen und war Mitglied in vielen Gremien, wie unter anderem im Beratungsausschusses der Zentralstelle für kreatives Handwerk (COSA), des staatlichen Einkaufsausschusses und des Koordinierungsausschusses für Auslandsausstellungen. 1968 war sie eine der Initiatoren des Keramikarbeitszentrums Heusden, welches 1991 nach ’s-Hertogenbosch verlegt wurde und des Vereins der Freunde des modernen Glases. Sie gehörte seit der Gründung dem Verein der Freunde niederländischer Keramik an und war Vorstandsmitglied der Stichting Het Nationaal Glasmuseum in Leerdam, sowie Mitglied des Beirats des Amsterdamer Historischen Museums. Sie war Mitglied in Prüfungsausschüssen verschiedener Akademien für die Bereiche Glas, Keramik und Schmuck.
Ab 1966 war Bernardine de Neeve Vorstandsmitglied des Rotterdamsche Kunstkrings und nach dessen Auflösung mehrere Jahre lang eng mit dem „Muziekkring“ verbunden, der bis 1973 die Aktivitäten des Kunstkreises im Bereich Musik unterstützte. Als sie 1980 von ihrer Position als Leiterin der Kunstgewerbeabteilung des Museum Boijmans Van Beuningen zurücktrat, wurde Bernardine de Neeve aufgrund ihrer großen Verdienste innerhalb und außerhalb des Instituts zur Offizierin des Orden von Oranien-Nassau ernannt.
Aufgrund ihrer Initiativen für modernen Schmuck erhielt Bernardine de Neeve 1983 den „Françoise van den Bosch-Preis“. Die Vereinigung der Freunde des modernen Glases hat 1990 den „Bernardine-de-Neeve-Preis“ ins Leben gerufen, um junge Glaskünstler zu fördern. Dieser wurde erstmals 1992 an Winnie Teschmacher und Yvon Trossèl verliehen, als das Museum Boijmans Van Beuningen eine Ausstellung organisierte.
Bernardine de Neeve starb am 14. Mai 1996 in Rotterdam.